# August Schick
August Schick (* 1940) ist ein deutscher Psychologe und Hochschullehrer.  Er ist Professor an der Carl von Ossietzky Universität Oldenburg.

## Leben
Schick studierte Psychologie an der Westfälischen Wilhelms-Universität in Münster. Im Anschluss promovierte er.
Er wurde als Professor an die Carl von Ossietzky Universität Oldenburg berufen. Seit 1984 ist er Mitglied des Instituts zur Erforschung von Mensch-Umwelt-Beziehungen sowie seit 1992 Mitglied des Graduiertenkollegs „Psychoakustik“ an der Universität Oldenburg.
Von 1992 bis 1996 war Schick Hauptschriftleiter der Zeitschrift für Lärmbekämpfung und Mitglied des Editorial Board International Journal of Acoustics and Vibration. Er wurde als Mitglied des interdisziplinären Arbeitskreises für Lärmwirkungsfragen beim Umweltbundesamt in Berlin berufen.

## Mitgliedschaften
Schick ist Mitglied der katholischen Studentenverbindung K.St.V. Osning zu Münster und Bielefeld.

## Auszeichnungen
Auswahl der Auszeichnungen:
- Satoo Preis der Acoustical Society of Japan (1986)
- Japanisch-Deutscher Forschungspreis der Japan Society for the Promotion of Science (1994)
- Ehrenpromotion durch die Fakultät für Luft- und Raumfahrt der Baltic State Technical University in St. Petersburg, Russland (1998)

## Veröffentlichungen
Auswahl von Publikationen und Veröffentlichungen von August Schick:
- Einführung in das Studium der Psychologie. Eine Orientierungshilfe für Schüler und Studenten. (1996)
- Didaktik der Psychologie. (1977)
- Schallwirkung aus psychologischer Sicht (1979)
- Schallbewertung. Grundlagen der Lärmforschung. (1990)
- Das Konzept der Belästigung in der Lärmforschung (1997)
- Recent trends in hearing research., in: Festschrift for Seiichiro Namba (1996)
- Feldpostbriefe aus dem Zweiten Weltkrieg an seine Eltern Wilhelm und Luise Zwicker und seinen Bruder Ulrich (1993)